# 한승수
한승수(韓昇洙, 1936년 12월 28일~)는 대한민국의 정치인이다. 제39대 국무총리이다.
본관은 청주이며 연세대학교 정치외교학 학사, 서울대학교 행정학 석사, 요크 대학교 대학원 경제학 박사를 졸업하며 학위 과정을 완료했다. 대한민국 육군을 중위로 전역하였다. 2001년 제56차 유엔 총회에서 의장을 맡았다. 2008년 국무총리로 재임하였다.
2022년 10월 25일 유엔총회의장협의회 의장으로 선출되었다.

## 학력
- 1949년: 금산국민학교 졸업
- 1952년: 춘천중학교 졸업
- 1955년: 춘천고등학교 졸업
- 1956년: 육군보병학교 졸업
- 1960년: 연세대학교 정치외교학 학사
- 1963년: 서울대학교 행정대학원 행정학 석사
- 1968년: 요크 대학교 대학원 경제학 박사

### 명예 박사 학위
- 1997년: 요크대학교 경제학 명예박사
- 1998년: 강원대학교 법학 명예박사
- 2002년: 연세대학교 정치학 명예박사

## 경력

### 초기 활동
- 1965년~1968년: 영국 요크 대학교 경제학과 교수
- 1968년~1970년: 영국 캠브리지 대학교 임매뉴엘대학 응용경제학과 연구교수
- 1971년~1988년: 서울대학교 경제학 교수
- 1975년~1988년: 서울대학교 경제학과 교수 (이 기간 중인 1985년 8월부터 1986년 8월까지 1년간은 미국 하버드대 경제학과 풀브라이트 교환교수로 다녀왔다)

### 1980년대 활동
- 1980년: 국가보위입법회의 입법위원
- 1985년: 미국 하버드대학교 경제학과 교환교수(풀브라이트)
- 1987년: 상공부 무역위원회 위원장
- 1986년: 일본 도쿄대학교 교양학부 객원교수
- 1988년: 제13대 대한민국 국회의원(강원도 춘천, 민주정의당-무소속-민주자유당)
- 1988년: 상공부 장관

### 문민정부 이후

#### 문민정부
- 1993년 4월~1994년 12월: 주미국 대사.[2]
- 1994년~1995년: 대통령 비서실장
- 1996년~2000년 2월: 제15대 국회의원(춘천 갑, 신한국당-한나라당-무소속-민주국민당)
- 1996년 8월~1997년 3월: 부총리 겸 재정경제원장관

#### 국민의정부
- 1998년: 한나라당 경제정책위원회 위원장
- 2000년: 제16대 국회의원(춘천, 민주국민당-무소속-한나라당)
- 2001년~2002년: 외교통상부 장관
- 2001년 9월~2002년 9월: 제56차 유엔 총회 의장
- 2002년 11월~2002년 12월: 이회창 대통령 후보 외교담당 특별자문역

#### 참여정부
- 2003년: 소버린 사외이사
- 2004년: 춘천 문화재단 이사장, 김앤장 법률사무소 고문
- 2004년~2006년: 일본 정책연구대학원 대학 특임연구교수
- 2005년 3월~2007년: 2014 평창 동계올림픽 유치위원회 위원장[3]
- 2006년~2008년: 학교법인 연세대학교 이사회 이사
- 2006년~2008년: 사단법인 한국물포럼 총재
- 2007년: 유엔사무총장 기후변화 특사
- 2007년: 유엔사무총장 물과 위생부문 자문위원회 위원
- 2007년~2008년: 유엔물과재해고위급전문가회의 의장

#### 이명박 정부
- 2008년 2월 29일~2009년 9월 28일: 제39대 국무총리
- 2008년 5월~2008년 8월: 대한민국 건국60년 기념사업위원회 위원장
- 2008년: 경제협력개발기구(OECD) 각료이사회 의장
- 2009년 5월 23일~2009년5월 29일: 노무현 전 대통령 국민장 공동 장의 위원장
- 2009년 8월 18일~2009년 8월 23일: 김대중 전 대통령 국장 장의 위원장
- 2009년 10월: 김앤장 법률사무소 고문
- 2010년 6월: 글로벌녹색성장연구소 이사회 의장
- 2010년 8월: 글로벌 서스테이너빌리티 위원

#### 박근혜 정부
- 2013년 12월: UN 물과 재해위험 감소 사무총장 특사
- 김&장 법률사무소 고문
- 2015년 3월: 두산인프라코어 사외이사
- 2016년 6월~2022년 6월: 유한재단 이사장

#### 윤석열 정부
- 2022년 10월: 유엔총회의장협의회 의장

## 가족 관계
박정희 대통령의 처조카 사위이기도 하다. 아내와 슬하 1남 1녀를 두고 있다.

### 아내
- 홍소자(洪昭子, 육인순의 딸, 대한적십자사 부총재를 지냈다.)

## 역대 선거 결과
|  | 42.30% |

|  | 37.45% |

|  | 57.80% |

|  | 28.70% |

## 소속 정당
| 소속 정당 | 소속 정당  | 소속 기간 | 비고           |
| --------- | ---------- | --------- | -------------- |
|           | 민주정의당 | 1981~1990 | 창당 정계 입문 |
|           | 민주자유당 | 1990~1995 | 합당           |
|           | 신한국당   | 1995~1997 | 당명 변경      |
|           | 한나라당   | 1997~2000 | 합당           |
|           | 무소속     | 2000      | 탈당           |
|           | 민주국민당 | 2000~2002 | 입당           |
|           | 무소속     | 2002      | 탈당           |
|           | 한나라당   | 2002~2012 | 복당 정계 은퇴 |
|           | 새누리당   | 2012~2017 | 당명 변경      |
|           | 자유한국당 | 2017~2020 | 당명 변경      |
|           | 미래통합당 | 2020      | 합당           |
|           | 국민의힘   | 2020~현재 | 당명 변경      |

## 같이 보기
- 춘천시 (1988년 선거구)
- 춘천시의 국회의원
- 춘천시 갑
- 춘천시 (2000년 선거구)
- 대한민국의 대통령비서실장
- 대한민국의 산업통상자원부 장관
- 대한민국의 기획재정부 장관
- 주미대사
- 대한민국의 외교부 장관
- 대한민국의 경제부총리
- 대한민국의 국무총리

## 저서
- 경제 정책론
- 신경제정책론
- 중동경제
- 영국의 사회복지

## 서훈 내역
- 1990년: 대한민국 청조근정훈장(1등급)